# 水野宏太
水野 宏太（みずの こうた、1982年〈昭和57年〉8月2日 - ）は、日本のプロバスケットボール指導者。東京都出身。現在はシーホース三河のアシスタントコーチ兼通訳を務める。

## 略歴
2008年、リンク栃木ブレックスアシスタントコーチに就任。
2009年から2011年までは男子日本代表アシスタントコーチも務める。
2013年オフ、レバンガ北海道アシスタントコーチに就任。
2014年12月1日付で、前任者フアン・マヌエル・ウルタドの解任に伴い、ヘッドコーチ代行となる。
2015年オフ、レバンガ北海道ヘッドコーチに正式就任。同年にはユニバーシアード男子日本代表アシスタントコーチも務める。
2018年、レバンガ北海道ヘッドコーチを退団し、アルバルク東京のトップアシスタントコーチに就任した。
2022年、アルバルク東京を退団し、群馬クレインサンダーズのヘッドコーチに就任した。
2024年、群馬クレインサンダーズを契約満了に伴い退団し、シーホース三河のアシスタントコーチ兼通訳に就任した。